# Edward M. Irwin
Edward Michael Irwin, född 14 april 1869 i Crawford County i Missouri, död 30 januari 1933 i Belleville i Illinois, var en amerikansk politiker (republikan). Han var ledamot av USA:s representanthus 1925–1931.
Irwin efterträdde 1925 Edward E. Miller som kongressledamot och efterträddes 1931 av Charles A. Karch.